# Ermordete Personen im Fort Goeben
Diese Aufstellung ist eine Liste der von den Nationalsozialisten ermordeten Häftlinge im Fort Goeben in den Jahren 1943 und 1944. Das Fort Goeben (auch: Fort de Queuleu), ist ein Festungswerk bei Metz. Es war Teil des inneren Gürtels um die Festung Metz und nicht in Kampfhandlungen im 2. Weltkrieg involviert. Diese Tabelle erhebt keinen Anspruch auf Vollständigkeit.
| Name                   | Ref.   | Geburtsjahr/-ort                   | Sterbejahr/-ort Todesursache                              | Beruf                     | Anmerkungen                       | Foto |
| ---------------------- | ------ | ---------------------------------- | --------------------------------------------------------- | ------------------------- | --------------------------------- | ---- |
| Michel Balle           | [ 1 ]  | 1910 in Rosselange                 | 1944 im Fort Queuleu / Fort Goeben bei Metz               | Arbeiter                  |                                   |      |
| Edouard Bestien        | [ 2 ]  | 1878 in Metz                       | 1944 im Fort Queuleu / Fort Goeben bei Metz               | Direktor einer Gärtnerei  |                                   |      |
| Louis Bettinger        | [ 3 ]  | 1901 in La Petite-Pierre           | 1944 im Fort Queuleu / Fort Goeben bei Metz               |                           | Gruppe „Mario“                    |      |
| Francesco Bettoni      | [ 4 ]  | 1902 in Solto-Collina (Italien)    | 1944 im Fort Queuleu / Fort Goeben bei Metz               |                           | Gruppe „Mario“                    |      |
| Georges Chagny         | [ 5 ]  | 1909 in Metz                       | 1944 im Fort Queuleu / Fort Goeben bei Metz               |                           |                                   |      |
| Joseph Cumani          | [ 6 ]  | 1903 in Italien                    | 1944 im Fort Queuleu / Fort Goeben bei Metz               | Maler                     | Gruppe „Mario“                    |      |
| François Dahm oder Dam | [ 7 ]  | 1881 in Moyeuvre-Grande            | 1944 im Fort Queuleu / Fort Goeben bei Metz               |                           | Gruppe „Mario“                    |      |
| Marcel Debré           | [ 8 ]  | 1912 in Moyeuvre-Grande            | 1944 im Fort Queuleu / Fort Goeben bei Metz, nach Folter  | Bäcker                    | Gruppe „Mario“                    |      |
| Joseph Derhan          | [ 9 ]  | 1902 in Rombas                     | 1944 im Fort Queuleu / Fort Goeben bei Metz, Folter       | Brückenarbeiter           |                                   |      |
| Nicolas Engel          | [ 10 ] | 1873 in Lixing-lès-Saint-Avold     | 1944 im Fort Queuleu / Fort Goeben bei Metz               | pensionierter Bergmann    | Gruppe „Mario“                    |      |
| Dominique Fabbri       | [ 11 ] | 1907 in Castiglione (Italien)      | 1944 im Fort Queuleu / Fort Goeben bei Metz               |                           | Gruppe „Mario“                    |      |
| Georges François       | [ 12 ] | 1892 in Rosselange                 | 1944 im Fort Queuleu / Fort Goeben bei Metz               | Bäcker                    | Gruppe „Mario“                    |      |
| Eugène Gass            | [ 13 ] | 1903 in Nordheim                   | 1943 im Fort Queuleu / Fort Goeben bei Metz               | Arbeiter                  |                                   |      |
| Marcel Gaugin          | [ 14 ] | 1918 in Maizières-lès-Metz         | 1944 im Fort Queuleu / Fort Goeben bei Metz               |                           |                                   |      |
| Georges Grazioli       | [ 15 ] | 1920 in Clouange (Mosel)           | 1944 im Fort Queuleu / Fort Goeben bei Metz               | Laminator                 | Gruppe „Mario“                    |      |
| Jean-Nicolas Hahn      | [ 16 ] | 1887 in Longeville-lès-Saint-Avold | 1944 im Fort Queuleu / Fort Goeben bei Metz               | pensionierter Bergmann    |                                   |      |
| Nicolas Helvic         | [ 17 ] | 1883 in Villers-Stoncour           | 1944 im Fort Queuleu / Fort Goeben bei Metz               | Vorarbeiter               | Gruppe „Mario“                    |      |
| Michel Hettinger       | [ 18 ] | 1883 in Longeville-les-Saint-Avold | 1944 im Fort Queuleu / Fort Goeben bei Metz               |                           |                                   |      |
| Jean Jungmann          | [ 19 ] | 1889 in Gomelange                  | 1943 im Fort Queuleu / Fort Goeben bei Metz               | Maschinist                | Gruppe „Mario“                    |      |
| Joseph Kirsten         | [ 20 ] | 1911 in Marange-Silvange           | 1943 im Fort Queuleu / Fort Goeben bei Metz               | Arbeiter                  | Gruppe „Mario“                    |      |
| Jean Lambing           | [ 21 ] | 1905 in Metz                       | 1944 im Fort Queuleu / Fort Goeben bei Metz               | Elektriker                | Gruppe „Mario“                    |      |
| Henri Martin           | [ 22 ] | 1899 in Ribeauvillé (Haut-Rhin)    | 1944 im Fort Queuleu / Fort Goeben bei Metz               | Schweißer                 |                                   |      |
| Joseph Matt            | [ 23 ] | 1892 in Sarrebourg                 | 1943 im Fort Queuleu / Fort Goeben bei Metz               |                           |                                   |      |
| Pierre Matz            | [ 24 ] | 1898 in Lachambre                  | 1943 im Fort Queuleu / Fort Goeben bei Metz, Folter       | Eisenbahner, Cafébesitzer | Gruppe „Mario“                    |      |
| Charles Mousquet       | [ 25 ] | 1886 in Moyeuvre-Petite            | 1943 im Fort Queuleu / Fort Goeben bei Metz               | Maurer                    | Gruppe „Mario“                    |      |
| Joseph Muller          | [ 26 ] | 1900 in Volkrange                  | 1944 im Fort Queuleu / Fort Goeben bei Metz               | Schlosser (?)             | Gruppe „Mario“                    |      |
| Guillaume Portha       | [ 27 ] | 1908 in Farschviller               | 1944 im Krankenhaus Bon Secours in Metz                   | Bergmann                  | Gruppe „Mario“ / anderer Todesort |      |
| Victor Saverna         | [ 28 ] | 1915                               | 1944 im Fort Queuleu / Fort Goeben bei Metz, hingerichtet | Maler                     |                                   |      |
| Emile Schneider        | [ 29 ] | 1903 in Haut-Clocher               | 1944 im Fort Queuleu / Fort Goeben bei Metz               | Arbeiter                  | Gruppe „Mario“                    |      |
| Adolphe Siener         | [ 30 ] | 1890 in Metz                       | 1944 im Fort Queuleu / Fort Goeben bei Metz               | Monteur                   | Gruppe „Mario“                    |      |
| Louis Steib            | [ 31 ] | 1897 in Pfalzweyer                 | 1944 im Fort Queuleu / Fort Goeben bei Metz               | Arbeiter                  | Gruppe „Mario“                    |      |
| Henri Weber            | [ 32 ] | 1897 in Hayange                    | 1944 im Fort Queuleu / Fort Goeben bei Metz               | Bäcker                    | Gruppe „Mario“                    |      |
| Georges Welsch         | [ 33 ] | 1904 in Ringendorf                 | 1944 im Fort Queuleu / Fort Goeben bei Metz               | Kranfahrer                | Gruppe „Mario“                    |      |
| Nicolas Woillet        | [ 34 ] | 1881 in Pierrevillers              | 1943 im Fort Queuleu / Fort Goeben bei Metz               | Baumeister                | Gruppe „Mario“                    |      |
| Ferdinand Zaksek       | [ 35 ] | 1895 in Poklek (Kroatien)          | 1943 im Fort Queuleu / Fort Goeben bei Metz, Folter       | Hilfsarbeiter             | Gruppe „Mario“                    |      |
| Michel Zeimetz         | [ 36 ] | 1897 in Rosselange                 | 1944 im Fort Queuleu / Fort Goeben bei Metz               | Laminator                 | Gruppe „Mario“                    |      |

.